# Jochen Rindt
Karl-Jocken "Jochen" Rindt, född 18 april 1942 i Mainz i Tyskland, död 5 september 1970 i Monza i Italien, var en tysk-österrikisk racerförare. Han blev postumt världsmästare i formel 1 1970.

## Biografi
Jochen Rindt föddes i Mainz som son till en tysk och en österrikiska. Föräldrarna dog i bombanfallen mot Hamburg 1943 varpå Rindt växte upp hos morföräldrarna i Graz. Han behöll sitt tyska medborgarskap men tävlade alltid för Österrike inom motorsporten. 

### Racingkarriär

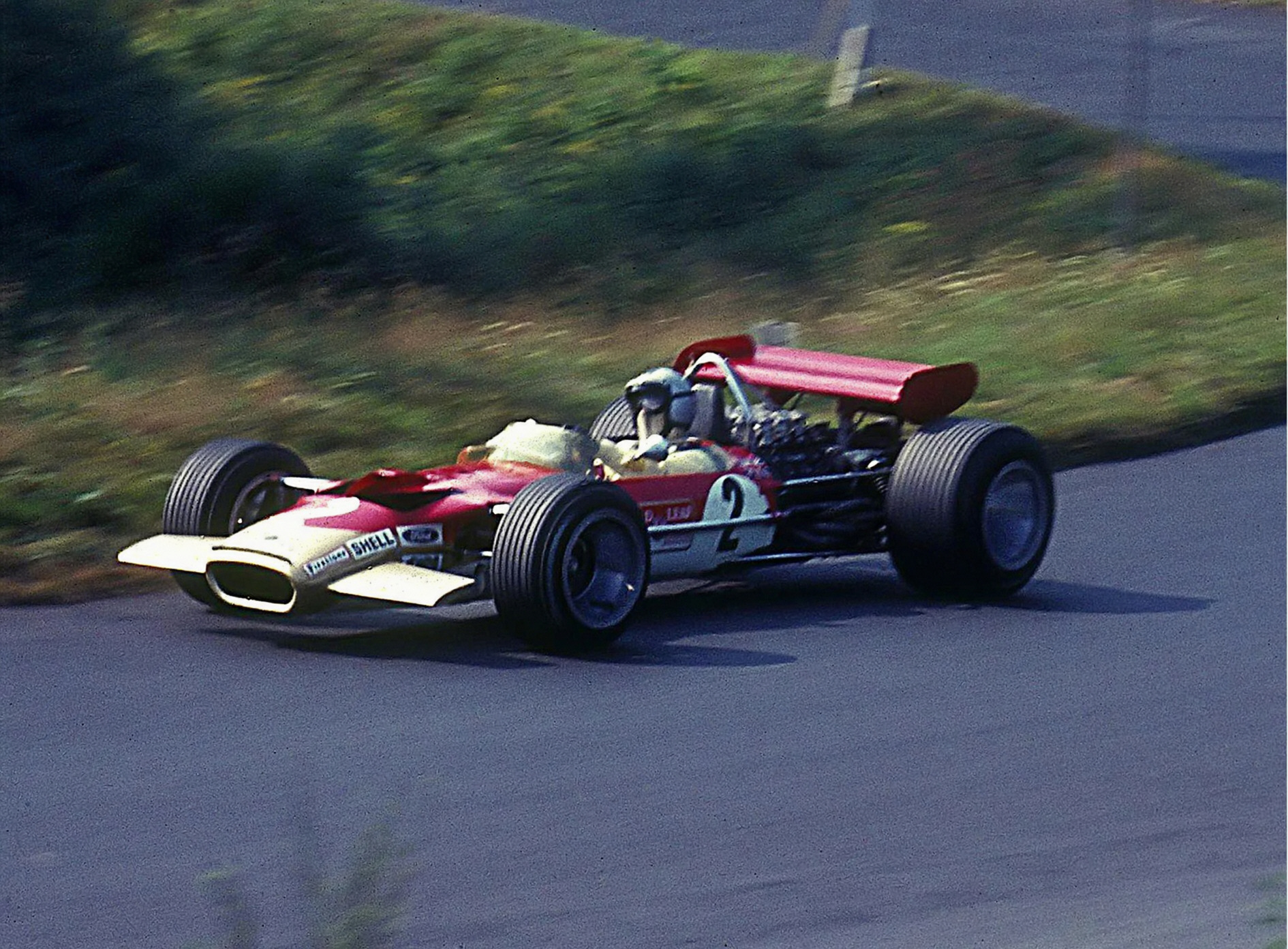
Jochen Rindt i Lotus-Ford i.

Rindt föddes i Tyskland men han växte upp och började med racing i Österrike. 1961 deltog han med en Simca Monthlery i ett lopp på Kranebitten. Han åstadkom goda resultat och värvades av Ford Österrike till formel 2 och sportvagnsracing 1964. Han körde en Formel-2-Brabham-Cosworth. Rindt vann Le Mans 24-timmars tillsammans med Masten Gregory för Ferrari 1965. Rindt började tävla i formel 1 för R R C Walker säsongen 1964. 
1968 följde övergången till Jack Brabhams formel 1-stall. Efter en säsong följde övergången till Colin Chapmans Team Lotus. Lotus hade vunnit VM med Graham Hill som förare. Vid Barcelonas Grand Prix 1969 skadade sig både Hill och Rindt. Rindt fick en näsbensfraktur och hjärnskakning. Han återhämtade sig snabbt men fick kämpa med seendet och balanssinnet. Han vann sitt första lopp USA 1969 för Lotus. Han blev försteförare i Lotus 1970 sedan Hill brutit båda benen vid en olycka.

### Postum världsmästare
Rindt blev världsmästare i formel 1 1970 postumt. Han omkom under sista träningen till Italiens Grand Prix 1970 på Monzabanan. Rindt tappade bromsförmågan på sin Lotus och kraschade handlöst i ett räcke. Han hade dock kört ihop tillräckligt många poäng för att trots tragiken behålla förstaplatsen i VM-tabellen. Rindt är den hittills ende föraren som gjort detta.

## F1-karriär
| Säsong                | Stall/Tillverkare          | Placering             | Lopp | Poäng | Etta | Tvåa | Trea | Pole | Varv |
| --------------------- | -------------------------- | --------------------- | ---- | ----- | ---- | ---- | ---- | ---- | ---- |
| 1964                  | R R C Walker (Brabham-BRM) | -                     | 1    |       |      |      |      |      |      |
| 1965                  | Cooper-Climax              | 13                    | 10   | 4     |      |      |      |      |      |
| 1966                  | Cooper-Maserati            | 3                     | 9    | 22    |      | 2    | 1    |      |      |
| 1967                  | Cooper-Maserati            | 12                    | 10   | 6     |      |      |      |      |      |
| 1968                  | Brabham-Repco              | 12                    | 12   | 8     |      |      | 2    | 2    |      |
| 1969                  | Lotus-Ford                 | 4                     | 10   | 22    | 1    | 1    | 1    | 5    | 2    |
| 1970                  | Lotus-Ford                 | 1                     | 10   | 45    | 5    |      |      | 3    | 1    |
| Sammanlagt 7 säsonger | Sammanlagt 7 säsonger      | Sammanlagt 7 säsonger | 62   | 107   | 6    | 3    | 4    | 10   | 3    |

| 1. USA 1969 2. Monaco 1970 3. Nederländerna 1970 4. Frankrike 1970 5. Storbritannien 1970 6. Tyskland 1970 |

| 1. Belgien 1966 2. USA 1966 3. Italien 1969 |

| 1. Tyskland 1966 2. Sydafrika 1968 3. Tyskland 1968 4. Kanada 1969 |

| 1. Frankrike 1968 2. Kanada 1968 3. Spanien 1969 4. Nederländerna 1969 5. Storbritannien 1969 6. Italien 1969 7. USA 1969 8. Nederländerna 1970 9. Storbritannien 1970 10. Österrike 1970 |

| 1. Spanien 1969 2. USA 1969 3. Monaco 1970 |